# 中国共产党第十届中央委员会候补委员列表
中国共产党第十次全国代表大会于1973年8月24日至28日在北京召开。大会选举产生了124名中国共产党第十届中央委员会候补委员。

## 名单
卜谷香、七林旺丹（藏族）、马明、马小六、马立新、马金花（藏族）、邓华、王体、王谦、王六生、王光临、王百得、王志强（回族）、王美季（女）、王景升（1973年8月—“文化大革命”结束）、王德山（1973年8月—“文化大革命”结束）、文香兰（女）、叶飞、央宗（女，藏族）、石少华、厉日耐、冯占武、冯品德、申茂功（1973年8月—1977年7月）、卢忠阳、白栋材、江华（瑶族）、江渭清、吕和、吕存姐（女，土族）、任荣、达洛（藏族，1973年8月—“文化大革命”结束）、孙健、孙玉国、刘西尧、刘光涛、刘春樵、刘振华、向仲华、朱光亚、朱克家（1973年8月—“文化大革命”结束）、肉孜·吐尔迪（维吾尔族）、阮泊生、肖克、吴忠、吴从树（1973年8月—“文化大革命”结束）、吴玉德（1973年8月—“文化大革命”结束）、吴向必（苗族）、吴金全、杨贵、杨大易、杨坡兰（女）、杨俊生、杨富珍（女）、陈玉宝、陈代富、陈和发、陈佳忠（1973年8月—“文化大革命”结束）、陈佩珍（女，1973年8月—“文化大革命”结束）、李化民、李守林、李定山（1973年8月—“文化大革命”结束）、李祖根、李跃松、张令彬、张怀连、张世忠（1973年8月—“文化大革命”结束）、张江霖、张英才、张林池、张国权（1973年8月—“文化大革命”结束）、张泗洲、张积慧、宋双来、宋庆友、宋时轮、陆金龙、汪家道、汪湘君（女，1973年8月—“文化大革命”结束）、佘积德、郑三生、林李明、罗春俤（女）、胡炜、胡良才、胡金娣（女）、赵峰、赵兴元、赵辛初、姚连蔚、姚依林、徐驰、唐亮、唐克碧（女）、唐闻生（女）、铁瑛、贾那布尔（哈萨克族）、钱学森、高淑兰（女）、诸惠芬（女）、郭耀卿（壮族）、康林、康健民（1973年8月—1977年1月）、黄文明、黄成连、黄作珍、黄知真、黄炳秀（女）、黄荣海、隆光前、崔修范、盘美英（女，瑶族）、彭冲、彭贵和（1973年8月—“文化大革命”结束）、鲁大东、蒋宝娣（女）、谢家塘（1973年8月—“文化大革命”结束）、谢振华、谢望春（女，土家族）、廖志高、裴周玉、黎原、樊孝菊、薛金莲（女）